# Mokrý Háj
Mokrý Háj és un poble i municipi d'Eslovàquia que es troba a la regió de Trnava, a l'oest del país.

## Història
La primera menció escrita de la vila es remunta al 1569.

## Demografia
| Godina             | 1994 | 2004   | 2014    | 2024   |
| ------------------ | ---- | ------ | ------- | ------ |
| Nombre de persones | 578  | 623    | 712     | 680    |
| Diferència         |      | +7,78% | +14,28% | −4,49% |

| Godina             | 2023 | 2024   |
| ------------------ | ---- | ------ |
| Nombre de persones | 702  | 680    |
| Diferència         |      | −3,13% |